# المادية والمذهب النقدي التجريبي
المادية والمذهب النقدي التجريبي (الروسية: Материализм и эмпириокритицизм, Materializm i empiriokrititsizm) هو عمل فلسفي من تأليف فلاديمير لينين، نشر عام 1909. كان موضوعا إلزاميا للدراسة في جميع مؤسسات التعليم العالي في الاتحاد السوفيتي، باعتباره مؤلفا أساسيا في موضوع المادية الجدلية، وهو جزء من المنهج الدراسي المسمى «الفلسفة الماركسية - اللينينية». قال لينين فيه إن تصورات الإنسان تعكس بشكل صحيح ودقيق العالم الخارجي الموضوعي.

## الخلفية
كتب لينين الكتاب، الذي كان عنوانه الكامل، المادية والمذهب النقدي التجريبي. تعليقات نقدية على الفلسفة الرجعية،  من فبراير حتى أكتوبر 1908 في حين كان في المنفى في جنيف ولندن ونشرته في موسكو في مايو 1909  دار نشر زفينو. وقد فقدت المخطوطة الأصلية والمواد التحضيرية.
كتب معظم الكتاب عندما كان لينين في جنيف، باستثناء شهر واحد في لندن، حيث زار مكتبة المتحف البريطاني للوصول إلى المواد العلمية الفلسفية والطبيعية الحديثة. يسرد الفهرس أكثر من 200 مصدر للكتاب.
في ديسمبر 1908، انتقل لينين من جنيف إلى باريس، حيث عمل حتى أبريل 1909 على تصحيح البراهين. تم تحرير بعض المقاطع لتجنب الرقابة القيصرية. وقد نشر الكتاب في الإمبراطورية روسيا بصعوبة. وأصر لينين على التوزيع السريع للكتاب، وشدد على أن نشره كان نتاج «ليس ضرورات أدبية فحسب بل أيضا ضرورات سياسية».
كتب الكتاب كرد فعل وانتقادات لمؤلف ألكسندر بوغدانوف ذو الثلاثة مجلدات المذهب النقدي التجريبي (1904-1906)، الذي كان خصمه السياسي داخل الحزب. في يونيو 1909، هُزِم بوجدانوف في مؤتمر بلشفي مصغَّر في باريس وطرد من اللجنة المركزية، لكنه لا كان يزال يحتفظ بدور معتبر في الجناح اليساري للحزب. شارك في الثورة الروسية وبعد عام 1917، عين مديرا للأكاديمية الاشتراكية للعلوم الاجتماعية.
نشر المادية والمذهب النقدي التجريبي في أكثر من 20 لغة ويعتبر مرجعا في الفلسفة الماركسية اللينينية.

## راجع أيضا
- مؤلفات فلاديمير لينين
- ضد دوهرنغ

## روابط خارجية
- المادية والمذهب النقدي التجريبي على موقع الموسوعة البريطانية (الإنجليزية)